# Château de la Cour (Sainte-Gemmes-le-Robert)
Pour les articles homonymes, voir Château de la Cour.
Le Château de la Cour est un château français, situé à Sainte-Gemmes-le-Robert, dans le département de la Mayenne et la région des Pays de la Loire. Il est situé près du bourg, sur la route d'Évron. .  

## Désignation
- La Cour, manoir (Hubert Jaillot)
- Château et village (Carte de Cassini).

## Historique
L'aveu de 1665 décrit des parties du manoir qui n'existent plus. 
« La maison seigneuriale de la Cour comprend, un ancien corps de logis, un pavillon au bout, une tour servant d'escalier, une autre maison servant d'étable, appelée la Forge, un portail à double porte de murailles servant à pont-levis, avec le pont de bois, une fuye à pied servant de fortification et flanc audit portail avec les fossés et douves. Aveu de 1665. »
L'ancien logis avec le gros pavillon à toit élevé qui le domine existe encore, ainsi qu'un pavillon isolé sur le bord des douves ; le reste a disparu. Les jardins étaient plantés de vastes charmilles au XIXe siècle. 
L'Abbé Angot indique y avoir vu un cadran solaire du XVIIe siècle mais sans inscription. Le cadran solaire du jardin était signé François Letonnelier du Ribay,.
Le fief auquel était pourtant attachée la seigneurie paroissiale n'avait que justice foncière et relevait en partie de Cordouan. La « frarache du Mazeril » devait une couronne de roses de six rangs, à la Pentecôte, et plus tard deux rameaux de laurier, au dimanche de Pâques fleuries.. 

## Sources et bibliographie
- « Château de la Cour (Sainte-Gemmes-le-Robert) », dans Alphonse-Victor Angot et Ferdinand Gaugain, Dictionnaire historique, topographique et biographique de la Mayenne, Laval, A. Goupil, 1900-1910 [détail des éditions] (BNF 34106789, présentation en ligne)